# Ousmane Cissé
Ousmane Cissé (Bamako, 20 ottobre 1982) è un ex cestista maliano con cittadinanza francese, professionista nella NBDL e in Europa.

## Carriera
È stato selezionato dai Denver Nuggets al secondo giro del Draft NBA 2001 (47ª scelta assoluta).

## Palmarès
- McDonald's All-American Game (2001)
- USBL All-Rookie Team (2003)
- Miglior stoppatore USBL (2003)